# ريكينا غازاريان
ريكينا غازاريان (بالأرمنية: Ռեգինա Ղազարյան)‏ رسامة أرمنية (17 نيسان 1915 يريفان - 6 تشرين الثاني 1999 يريفان). تُعرف بصداقتها مع عائلة الشاعر والروائي الأرمني يغيشيه تشارينتس. أنقذت العديد من مخطوطات الشاعر خلال نظام ستالين.

## سيرة شخصية

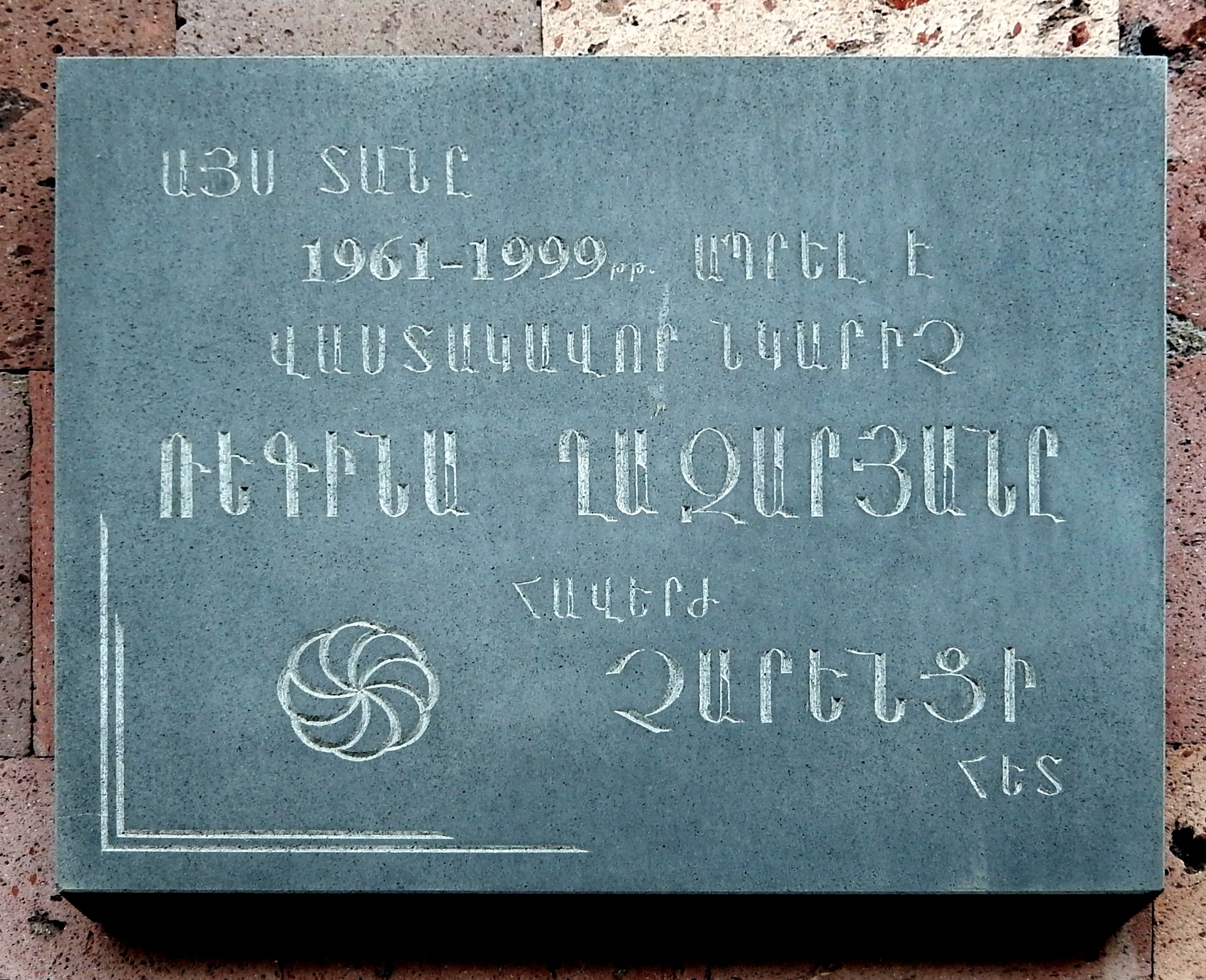
لوحة تذكارية تشير لمنزل ريكينا غازاريان (1961-1999) في شارع باغراميان في يريفان

ولدت ريكينا غازاريان في 17 نيسان عام 1915 في يريفان. والدها دكتور بالعلوم الزراعية وهو من عائلة من الناجين من الإبادة الجماعية للأرمن في وان، والدتها طبيبة من عائلة (خراسانيان) النبيلة من يريفان. تيتمت ريكينا غازاريان بعمر الثلاث سنوات. تعرفت على الشاعر يغيشيه تشارينتس وعائلته عام 1930. شاركت كطيار عسكري في الحرب العالمية الثانية. تخرجت في عام 1951 من معهد بانوس تيرليزيان الحكومي للفنون الجميلة في يريفان. 

## أعمال
رسمت ريكينا غازاريان البورتريه والطبيعة. من لوحات البورتريه: «تشارينتس-1966»، «كوميتاس-1968»، «آنا آخماتووا-1981». تأثرت أعمالها بـأشعار يغيشيه تشارينتس.

## معارض
لريكينا غازاريان عدد من المعارض الفردية. 
يريفان - 1967، 1987، 1988
إتشميادزين - 1967
غيومري - 1967